# Токијски осветници
Токијски осветници (јап. 東京卍リベンジャーズ, Tokyo Revengers) манга је серија коју је написао и илустровао Кен Вакуј. Серијализовала се од марта 2017. до новембра 2022. године у манга часопису Weekly Shōnen Magazine издавачке куће Kodansha. Наслов је адаптиран у аниме серију која се емитовала од априла до септембра 2021. године, као и играни филм који је изашао јула исте године. Мангу је на српски језик превела издавачка кућа Чаробна књига.

## Радња
Средишња личност је Такемичи Ханагаки, младић без амбиција, који сазнаје да је његова некадашња девојка из средње школе погинула током обрачуна Токио манџи банде, сурове организације која терорише град. Истог дана, Такемичи се налази у животној опасности и пребацује се дванаест година у прошлост, у време када је био у средњој школи, а Токио манџи банда тек настала. Такемичи схвата да има прилику да спречи Хинатину погибију, па одлучује да упозна оснивача Токио манџи банде – Сана Манџира, званог Мики.

## Франшиза

### Манга
Токијске осветнике је написао и илустровао Кен Вакуј. Манга се од 1. марта 2017. до 16. новембра 2022. године објављивала у Коданшином часопису Weekly Shōnen Magazine, са укупно 31 танкобоном.
Манга је произвела два спиноф серијала. Први, Tōdai Revengers, чији је аутор Шинпеј Фунацу, објављивала се од 3. новембра 2021. до 29. марта 2023. године на Коданшином веб-сајту Magazine pocket, са укупно шест томова. Други спиноф, Tokyo Revengers: Baji Keisuke kara no Tegami, аутора Јукинорија Нацукавагучија, објављивала се од 27. јула 2022. до 14. априла 2025. године на истом веб-сајту, са укупно шест томова.

### Аниме
Јуна 2020. године објављено је да ће манга добити аниме адаптацију у продукцији студија . Режисер серије је Коичи Хацуми, сценариста Јасујуки Муто, карактер дизајнер Кеико Ота, мајстор тона Сатоки Ида, и композитор Хироаки Цуцуми. Емитовала се од 11. априла до 19. септембра 2021. на јапанском каналу MBS, са укупно 24 епизоде. Серија има једну уводну шпицу коју је отпевао бенд Official Hige Dandism (песма: Cry Baby), и две завршне шпице; прву је отпевала eill (песма: Koko de Iki wo Shite), а другу Накимуши  (песма: ).
Студио Puyukai је анимирао оригиналну нет анимацију базирану на серији, у коме су ликови нацртани у чиби стилу. Наслов серије је Chibi Revenger и емитовала се на јутјубу од 12. априла до 20. септембра 2021. године.
Децембра 2021. године објављено је да ће аниме добити другу сезону. Прва епизода емитована је 8. јануара, а последња 2. априла 2023. године. После емитовања последње епизоде најављена је трећа сезона, која се објављивала од 4. октобра до 27. децембра 2023. године. 16. јуна 2024. је најављена нова сезона. На манифестацији Anime Japan 22. марта 2025. године отривен је назив нове сезоне и нови постер. Четврта сезона је најављена за 2026. годину.

### Играни филм
Фебруара 2020. године објављено је да ће серија бити адаптирана у играни филм. Режицер филма је Цутому Ханабуса, сценариста Изуми Такахаши, а композитор Јутака Јамада. Улоге тумаче Такуми Китамура, Јуки Јамада, Јосуке Сугино, Нобујуки Сузуки, Хајато Исомура, Шотаро Мамија, Рјо Јошизава и Мио Имада. Главну шпицу отпевао је бенд  (песма: ). Априла 2020. године, продукција је паузирана због пандемије ковида-19. Филм је оригинално требало да изађе 9. октобра исте године, али је због истог разлога померен до 9. јула 2021. године. Јула наредне године објављено је да ће филм добити дводелни наставак, планиран за април и јун 2023. године.

### Представа
Манга је такође адаптирана у две представе. Прва је настала у продукцији студија Office Endless. Наступи су се одржавали од 6. до 22. августа 2021. године у Токију, Осаки и Канагави. Главну шпицу отпевао је бенд  (песма: ). Друга представа звана Tokyo Revengers: Bloody Halloween планирана је за 2022. годину.

## Пријем

### Популарност
Серија Токијски осветници је 2021. била најпретраженији аниме наслов на јапанској верзији Yahoo! сајта. Серија је исте године заузела прво место на анкети коју корпорација Mynavi спроводи на својој тинејџ демографији. Компанија Nikkei Entertainment је те године такође објавила да је аниме био хит међу женском и мушком публиком. Серија је 2021. године освојила „Аниме награду“ за највећи твитер тренд за ту годину. Аниме адаптација је такође била седма најпопуларнија серија на твитеру исте године.

### Манга
Манга је 2020. године заузела прво место на Коданшином манга такмичењу у категорији за шонен. Наредне године заузела је девето место на списку за „Књигу године“ часописа Da Vinci. Следеће године заузела је дванаесто место на листи Kono Manga ga Sugoi! коју објављује издавачка кућа Takarajimasha.
Mанга је почетком фебруара 2020. године имала преко три милиона продатих примерака, да би тај број почетком 2022. године порастао до 50 милиона.

### Аниме
Аниме адаптација је 2021. године на Западу била делимично цензурисана. Будистичка свастика која се налази у серији је западњчкој публици превише личила на нацистичку свастику, стога је била уклољена. Ово је утицало на све верзије које су се емитовале ван Јапана, што је само по себи било контроверзно. Данас само Crunchyroll емитује цензурисану верзију.